# Tazgolo (Ort)
Tazgolo ist ein osttimoresischer Ort im Suco Lour (Verwaltungsamt Bobonaro, Gemeinde Bobonaro).
Das Dorf liegt im Südwesten der Aldeia Tazgolo, auf einer Meereshöhe von 640 m, und reicht bis in den Norden der Aldeia Heliquei hinein. Südwestlich erhebt sich der Berg Lour. Eine kleine Straße verbindet Tazgolo mit seinen Nachbardörfern. Südlich liegt das Dorf Heliquei, nordwestlich das Dorf Aisalgusun.
In Tazgolo befindet sich der Sitz des Sucos Lour, eine Grundschule und ein Friedhof.